# Angelos Basinas
Angelos Basinas (Grieks: Άγγελος Μπασινάς) (Chalkida, 3 januari 1976) is een voormalig Grieks betaald voetballer die bij voorkeur op het middenveld speelde.

## Clubcarrière
Hij tekende in augustus 2010 een eenjarig contract bij Athlétic Club Arles-Avignon, dat hem transfervrij inlijfde nadat zijn contract bij Portsmouth FC niet werd verlengd. 
Basinas speelde eerder voor Panathinaikos FC, AEK Athene en RCD Mallorca. Met Panathinaikos werd hij in 1996 en 2004 Grieks landskampioen en won hij in 2004 de nationale beker.

## Interlandcarrière
Basinas maakte op 18 augustus 1999 tegen El Salvador (3-1 winst) zijn debuut in het Griekse nationale team, waarvan hij later aanvoerder werd. Met zijn vaderland won hij het EK 2004. In april 2009 speelde hij zijn honderdste interland.

## Cluboverzicht
| Seizoen  | Club                        | Competitie       | Wedstrijden | Doelpunten |
| -------- | --------------------------- | ---------------- | ----------- | ---------- |
| 1995-'96 | Panathinaikos FC            | Alpha Ethniki    | 1           | 0          |
| 1996-'97 | Panathinaikos FC            | Alpha Ethniki    | 1           | 0          |
| 1997-'98 | Panathinaikos FC            | Alpha Ethniki    | 26          | 1          |
| 1998-'99 | Panathinaikos FC            | Alpha Ethniki    | 21          | 0          |
| 1999-'00 | Panathinaikos FC            | Alpha Ethniki    | 29          | 4          |
| 2000-'01 | Panathinaikos FC            | Alpha Ethniki    | 25          | 3          |
| 2001-'02 | Panathinaikos FC            | Alpha Ethniki    | 22          | 4          |
| 2002-'03 | Panathinaikos FC            | Alpha Ethniki    | 24          | 5          |
| 2003-'04 | Panathinaikos FC            | Alpha Ethniki    | 26          | 7          |
| 2004-'05 | Panathinaikos FC            | Alpha Ethniki    | 24          | 3          |
| 2005-'06 | Panathinaikos FC            | Alpha Ethniki    | 0           | 0          |
| 2005-'06 | RCD Mallorca                | Primera División | 14          | 0          |
| 2006-'07 | RCD Mallorca                | Primera División | 30          | 0          |
| 2007-'08 | RCD Mallorca                | Primera División | 32          | 1          |
| 2008-'09 | AEK Athene                  | Alpha Ethniki    | 14          | 0          |
| 2008-'09 | Portsmouth FC               | Premier League   | 3           | 0          |
| 2009-'10 | Portsmouth FC               | Premier League   | 12          | 0          |
| 2010-'11 | Athlétic Club Arles-Avignon | Ligue 1          | 0           | 0          |